# Milon-la-Chapelle
Milon-la-Chapelle ist eine französische Gemeinde mit 292 Einwohnern (Stand: 1. Januar 2022) im Département Yvelines in der Region Île-de-France. Sie gehört zum Arrondissement Rambouillet und zum Kanton Maurepas (bis 2015: Kanton Chevreuse). Die Einwohner werden Milonais genannt.

## Geographie
Die Gemeinde liegt im Regionalen Naturpark Haute Vallée de Chevreuse, etwa 29 Kilometer westsüdwestlich von Paris und wird umgeben von den Nachbargemeinden Magny-les-Hameaux im Norden und Osten, Saint-Rémy-lès-Chevreuse im Südosten, Chevreuse im Süden sowie Saint-Lambert im Westen.

## Bevölkerungsentwicklung
| Jahr                      | 1962 | 1968 | 1975 | 1982 | 1990 | 1999 | 2006 | 2013 |
| Einwohner                 | 282  | 233  | 288  | 340  | 335  | 339  | 321  | 272  |
| Quelle: Cassini und INSEE |      |      |      |      |      |      |      |      |

## Sehenswürdigkeiten
Siehe auch: Liste der Monuments historiques in Milon-la-Chapelle
- Kirche Notre-Dame-de-l'Assomption aus dem 12. Jahrhundert
- Schloss Milon von 1764
- Schloss Vert-Cœur aus dem 19. Jahrhundert

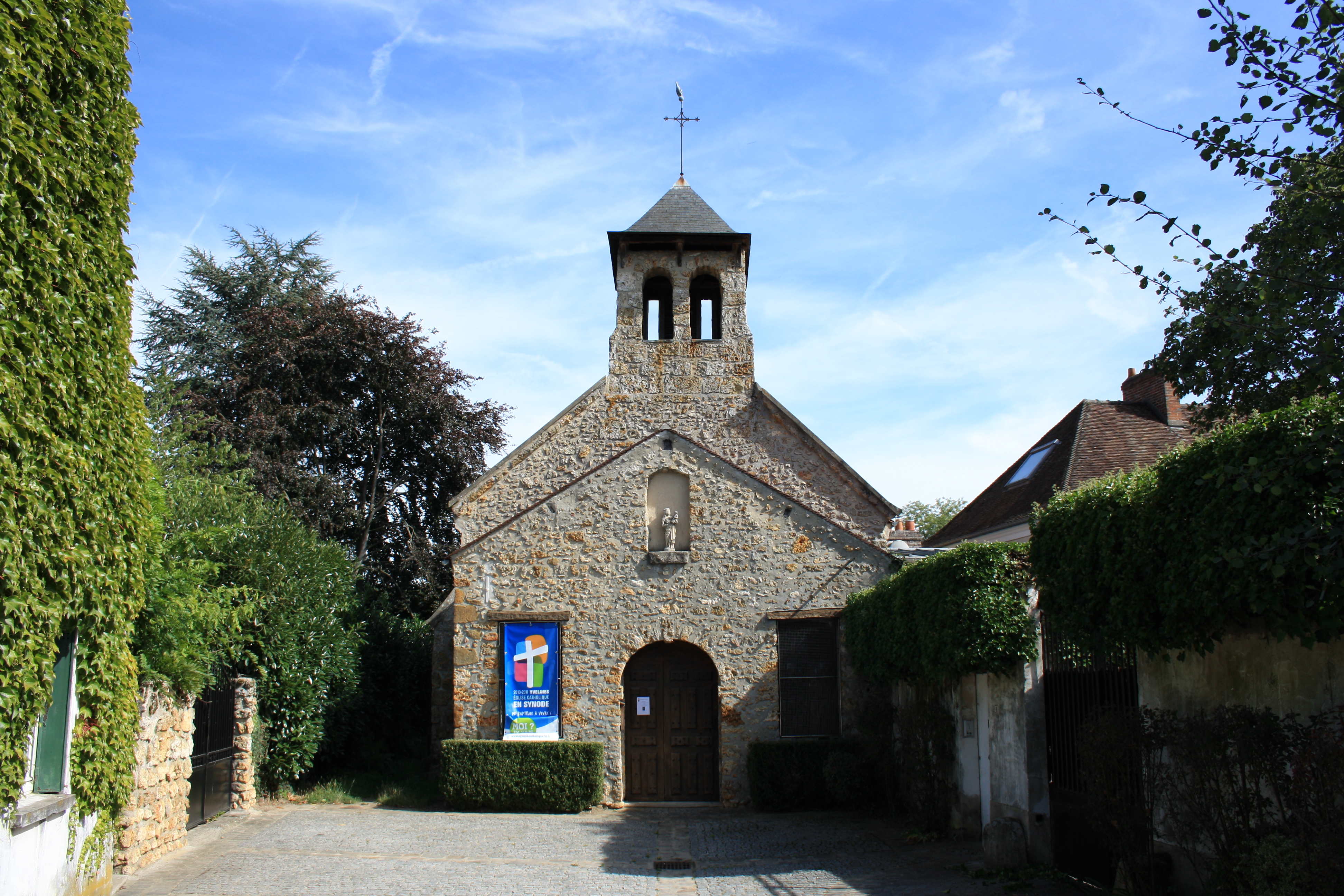
Kirche Notre-Dame-de-l'Assomption